# Sanmenpo (köpinghuvudort i Kina, Hainan Sheng, lat 19,72, long 110,56)
Sanmenpo är en köpinghuvudort i Kina. Den ligger i provinsen Hainan, i den södra delen av landet, omkring 43 kilometer sydost om provinshuvudstaden Haikou. Antalet invånare är 21 828. Befolkningen består av 10 479 kvinnor och 11 349 män. Barn under 15 år utgör 22,0 %, vuxna 15-64 år 67 %, och äldre över 65 år 10,0 %.
Runt Sanmenpo är det ganska tätbefolkat, med 222 invånare per kvadratkilometer. Närmaste större samhälle är Tanniu, 18,1 km öster om Sanmenpo. I omgivningarna runt Sanmenpo växer huvudsakligen savannskog.
Genomsnittlig årsnederbörd är 2 115 millimeter. Den regnigaste månaden är september, med i genomsnitt 339 mm nederbörd, och den torraste är januari, med 25 mm nederbörd.